# 소니 혼다 모빌리티
소니 혼다 모빌리티 주식회사(Sony Honda Mobility, ソニー・ホンダモビリティ株式会社)는 소니그룹 주식회사와 혼다 기연공업이 배터리 전기 자동차를 생산하기 위해 2022년에 설립한 일본의 합작투자 자동차 회사이다. 이 회사는 아필라Afīra (일본어: アフィーラ) 브랜드로 차량을 판매할 예정이다.
이 회사는 2025년 상반기에 선주문을 받고 2026년 봄에 북미 고객에게 첫 차량을 인도할 계획이다. 차량 생산은 미국 내 혼다 공장 중 한 곳에서 이루어질 예정이다.

## 역사
2020년 1월, 소니는 제53회 소비자 가전 전시회에서 첫 전기 세단 프로토타입을 공개했다. 이 차량은 소니 비전-S라고 불렸다. 회사에 따르면 비전-S는 소니의 이미징 및 센싱 기술을 통합했다. 반면 소니의 인공지능, 통신 및 클라우드 컴퓨팅 기술은 차량 기능의 지속적인 업데이트와 진화를 가능하게 했다. 두 번째 콘셉트카인 전기 SUV는 2022년 1월 제55회 소비자 가전 전시회에서 비전-S 02로 공개되었으며, 오리지널 콘셉트는 소급하여 비전-S 01로 이름이 변경되었다.
2022년 4월, 소니는 모빌리티 서비스 부문으로 소니 모빌리티 주식회사를 설립했다.
2022년 3월, 소니와 혼다는 두 회사 간의 전략적 제휴를 심화시키고 모색하기 위해 양해각서(MOU)를 체결했다. 2022년 6월, 파트너십의 세부 사항을 협상하는 과정에서도 두 회사는 합작회사를 "소니 혼다 모빌리티 주식회사"라고 부를 것이라고 발표했다. 이 회사는 2020년까지 혼다의 중국 사업부를 이끌었던 미즈노 야스히데가 이끌었다.
이 회사는 2022년 10월 13일 기자회견을 통해 공식 발표되었다. 회사에 따르면 소프트웨어 중심의 "모빌리티 테크 회사"를 목표로 한다.
2023년 1월 5일, 이 회사는 제56회 소비자 가전 전시회에서 아필라라는 브랜드 이름으로 첫 전기차 프로토타입을 공개했다. 프로토타입은 2026년에 미국에서 생산될 예정인 4도어 세단이었다. 이 차량은 제한된 조건에서 레벨 3 자동 운전 기능을 갖추고 있다.
2025년 1월 6일, 이 회사는 제57회 소비자 가전 전시회에서 아필라 1이라고 불리는 프로토타입의 양산형 버전을 공개했다. 차량 인도는 2026년 중반에 시작될 것으로 예상되며, 환불 가능한 예약이 시작되었다.

## 모델

### 아필라 1

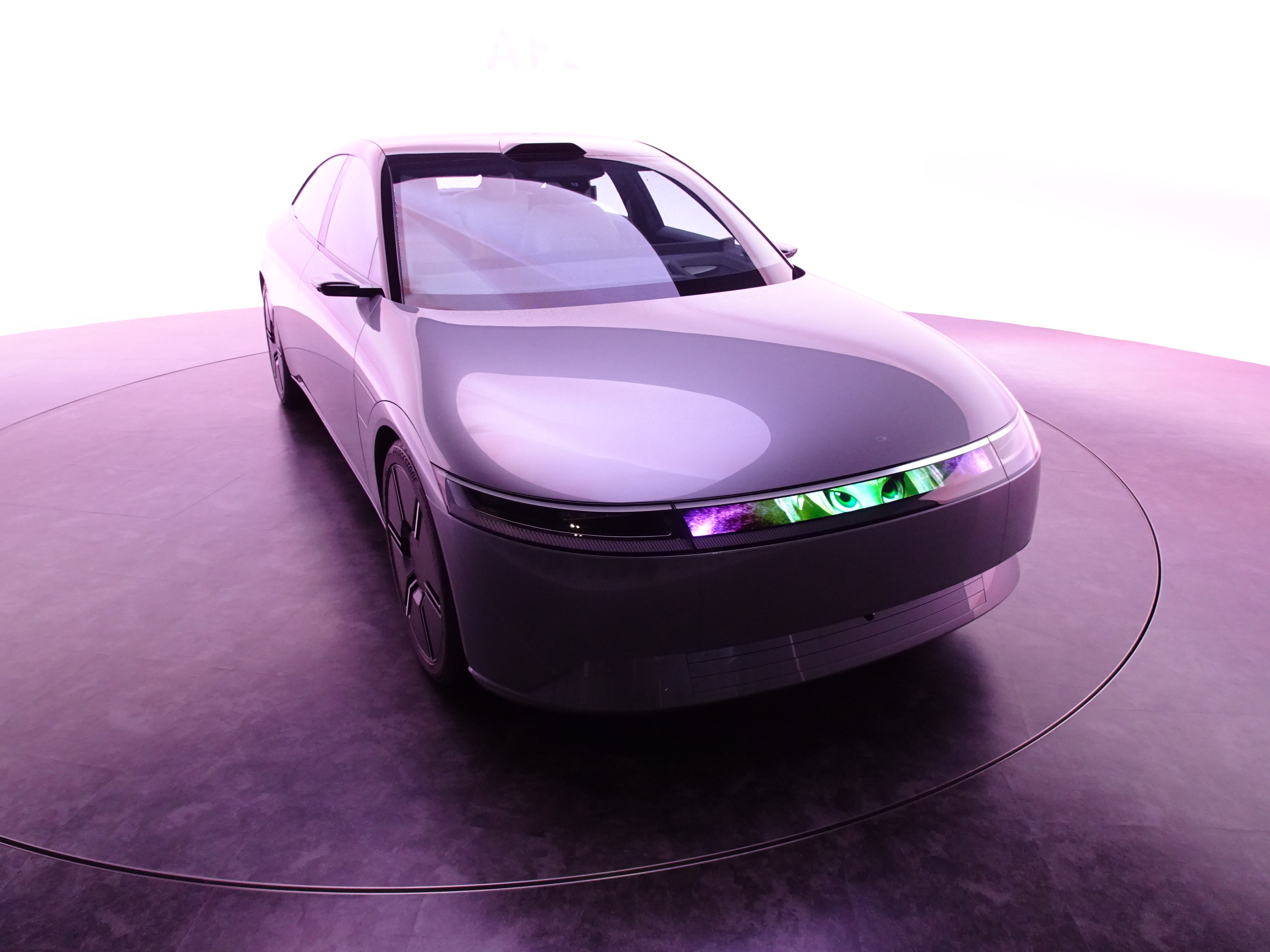
일본 모빌리티 쇼 (2023)의 아필라 프로토타입

2023년 1월 CES에서 아필라 1의 콘셉트 버전인 아필라 프로토타입이 공개되었다. 4도어 세단으로 2025년 상반기에 사전 주문이 가능하며, 초기 출하는 2026년 봄에 북미 고객에게 인도될 것이라고 발표되었다. 차량 내외부에 45개의 카메라와 센서가 장착되어 안전 및 보안을 보장한다. 퀄컴 스냅드래곤 SoC 하드웨어를 활용하여 인포테인먼트 시스템을 구동하며, 조종석 및 소프트웨어 아키텍처는 일렉트로비트 오토모티브에 의해 개발되었는데, 일렉트로비트 오토모티브는 소니의 첫 프로토타입인 소니 비전-S의 소프트웨어 및 사용자 경험에 대해서도 소니와 협력했다. 또한 에픽게임즈의 언리얼 엔진을 차량의 인포테인먼트 시스템에 통합할 예정이다. 차량은 혼다의 북미 공장 중 한 곳에서 제조될 예정이다.
아필라 프로토타입은 버전 1.46에 추가된 그란 투리스모 7에서 플레이 가능한 차량으로 등장한다.